# Euphysilla pyramidata
Euphysilla pyramidata is een hydroïdpoliep uit de familie Sphaerocorynidae. De poliep komt uit het geslacht Euphysilla. Euphysilla pyramidata werd in 1955 voor het eerst wetenschappelijk beschreven door Kramp.